# Vage Konvergenz (Maßtheorie)
Die vage Konvergenz ist eine Konvergenzart in der Maßtheorie, einem Teilgebiet der Mathematik, das sich mit abstrahierten Volumenbegriffen beschäftigt und die Basis für die Stochastik und die Integrationstheorie bildet. Die vage Konvergenz ist ein Konvergenzbegriff für Folgen von Radon-Maßen und unterscheidet sich dadurch und durch die Wahl einer anderen Klasse von Testfunktionen von der schwachen Konvergenz. Die Topologie, welche die vage Konvergenz beschreibt, heißt die vage Topologie.

## Definition
Gegeben sei ein lokal kompakter Hausdorff-Raum {\displaystyle (X,d)} und sei {\displaystyle {\mathcal {B}}={\mathcal {B}}(X)} die dazugehörige Borelsche σ-Algebra. Außerdem seien {\displaystyle (\mu _{n})_{n\in \mathbb {N} },\mu } Radon-Maße auf {\displaystyle {\mathcal {B}}}, das heißt jedes dieser Maße ist
1. lokal endlich, das heißt zu jedem {\displaystyle x\in X} existiert eine offene Umgebung von {\displaystyle x} mit endlichem Maß,
2. von innen regulär.

Die Folge {\displaystyle (\mu _{n})_{n\in \mathbb {N} }} von Maßen heißt dann vage konvergent gegen das Maß {\displaystyle \mu }, wenn für jede stetige Funktion {\displaystyle f\colon X\to \mathbb {K} } mit kompaktem Träger
{\displaystyle \lim _{n\to \infty }\int _{X}f\mathrm {d} \mu _{n}=\int _{X}f\mathrm {d} \mu }
gilt. Man schreibt dann auch {\displaystyle \mu _{n}\rightarrow \mu } vage, {\displaystyle \mu _{n}{\xrightarrow[{}]{v}}\mu } oder {\displaystyle \mu =v{\text{-}}\!\lim _{n\to \infty }\mu _{n}}.

## Bemerkung
Bei der Definition ist an zwei Stellen Vorsicht geboten: Erstens wird der Begriff des Radon-Maßes in der Literatur nicht eindeutig verwendet und sollte deshalb immer verglichen werden. Zweitens ist bei der Konvergenz von Maßen eine feine Abstufung der Konvergenzbegriffe möglich, die sich durch eine unterschiedliche Wahl der Testfunktionen auszeichnen. Daher sollte immer beachtet werden, welche Klasse von Testfunktionen verwendet wird, um eventuelle Irrtümer zu vermeiden.

## Motivation zur Definition
Intuitiv würde man von einer Folge von Maßen {\displaystyle (\mu _{n})_{n\in \mathbb {N} }} sagen, dass sie gegen {\displaystyle \mu } konvergiert, wenn
{\displaystyle \lim _{n\to \infty }\mu _{n}(A)=\mu (A)}
für jede Menge {\displaystyle A} aus der betrachteten σ-Algebra gilt. Setzt man nun aber beispielsweise auf dem Messraum {\displaystyle (\mathbb {R} ,{\mathcal {B}}(\mathbb {R} ))} als Folge von Maßen 
{\displaystyle \mu _{n}(A)=\delta _{\tfrac {1}{n}}(A)}
die Dirac-Maße jeweils im Punkt {\displaystyle {\tfrac {1}{n}}}, so würde man „intuitiv“ erwarten, dass die Folge gegen {\displaystyle \delta _{0}}, das Dirac-Maß im Punkt {\displaystyle 0}, konvergiert. Dies ist aber nicht der Fall, wie man beispielsweise an der Menge {\displaystyle A=(-\infty ,0]} erkennt, denn es ist
{\displaystyle \lim _{n\to \infty }\delta _{\tfrac {1}{n}}(A)=0\neq \delta _{0}(A)=1}-
Der Konvergenzbegriff ist also zu stark. Eine äquivalente Formulierung des obigen, intuitiven Konvergenzbegriffes für Folgen von Maßen ist
{\displaystyle \lim _{n\to \infty }\int _{X}f\mathrm {d} \mu _{n}=\int _{X}f\mathrm {d} \mu }
für alle {\displaystyle f\in {\mathcal {L}}^{\infty }(X,{\mathcal {B}}(X),\mu )}, also die wesentlich beschränkten Funktionen. Ausgehend von dieser Charakterisierung sucht man nun schwächere Funktionsklassen {\displaystyle {\mathcal {F}}} und Mengen von Maßen {\displaystyle {\mathcal {M}}}, so dass die obige Gleichung für diese Wahl noch gilt und {\displaystyle {\mathcal {F}}} außerdem eine trennende Familie für {\displaystyle {\mathcal {M}}} ist. Es soll also zusätzlich noch
{\displaystyle \int _{X}f\mathrm {d} \mu =\int _{X}f\mathrm {d} \nu {\text{ für alle }}f\in {\mathcal {F}}\implies \mu =\nu }
gelten. Dies garantiert die Eindeutigkeit des Grenzwertes. Wählt man nun als {\displaystyle {\mathcal {M}}} die Radon-Maße auf der borelschen σ-Algebra eines Lokalkompakten Hausdorffraumes und als {\displaystyle {\mathcal {F}}} die stetigen Funktionen auf kompaktem Träger, so erhält man die hier beschriebene vage Konvergenz. Eine andere Wahl der Funktionenklassen und Mengen von Maßen liefert beispielsweise die schwache Konvergenz im Sinne der Maßtheorie oder die Konvergenz in Verteilung der Stochastik.

## Eigenschaften
- Nach dem Satz von Helly-Bray konvergieren Maße auf {\displaystyle (\mathbb {R} ,{\mathcal {B}}(\mathbb {R} ))} genau dann vage, wenn die zugehörigen Verteilungsfunktionen bis auf Konstanten vage gegen eine Verteilungsfunktion konvergieren.
- Nach dem Auswahlsatz von Helly besitzt jede beschränkte Folge von Maßen {\displaystyle (\mu _{n})_{n\in \mathbb {N} }} auf {\displaystyle (\mathbb {R} ,{\mathcal {B}}(\mathbb {R} ))} eine vage konvergente Teilfolge. Dabei heißt eine Folge von Maßen beschränkt, wenn die Folge der Totalvariationsnormen {\displaystyle (\|\mu _{n}\|)_{n\in \mathbb {N} }} beschränkt ist.
- Es lässt sich zeigen, dass wenn {\displaystyle (X,d)} lokalkompakt und polnisch ist, die folgenden beiden Aussagen äquivalent sind:

1. {\displaystyle \mu =v{\text{-}}\!\lim _{n\to \infty }\mu _{n}{\text{ und }}\mu (X)=\lim _{n\to \infty }\mu _{n}(X)}
2. {\displaystyle \mu =v{\text{-}}\!\lim _{n\to \infty }\mu _{n}{\text{ und }}\mu (X)\geq \limsup _{n\to \infty }\mu _{n}(X)}.

Dies wird auch gelegentlich auch als Zusatz zum Portmanteau-Theorem formuliert.

## Vage Topologie
Die vage Konvergenz lässt sich durch eine Topologie beschreiben, die sogenannte vage Topologie. Sie ist die gröbste Topologie, so dass alle Abbildungen
{\displaystyle \mu \mapsto \int f\mathrm {d} \mu }
für alle stetigen Funktionen mit kompaktem Träger stetig sind.